# كوري بورنس
كوري بورنس (بالإنجليزية: Cory Burns)‏ هو لاعب كرة قاعدة أمريكي، ولد في 9 أكتوبر 1987 في فينيكس في الولايات المتحدة.

## وصلات خارجية
- كوري بورنس على موقع دوري كرة القاعدة الرئيسي (الإنجليزية)
- كوري بورنس على موقعبيزبول رفرنس.كوم (الدوري الرئيسي) (الإنجليزية)
- كوري بورنس على موقعبيزبول رفرنس.كوم (الدوري الثانوي) (الإنجليزية)
- كوري بورنس على موقع إي إس بي إن.كوم (أم.أل.بي) (الإنجليزية)
- كوري بورنس على موقع مشجعي الرسوم البيانية (الإنجليزية)